# The Seven Hogs
The Seven Hogs är öar i republiken Irland.   De ligger i grevskapet Ciarraí och provinsen Munster, i den sydvästra delen av landet, 280 km väster om huvudstaden Dublin.